# Subaru World Rally Team

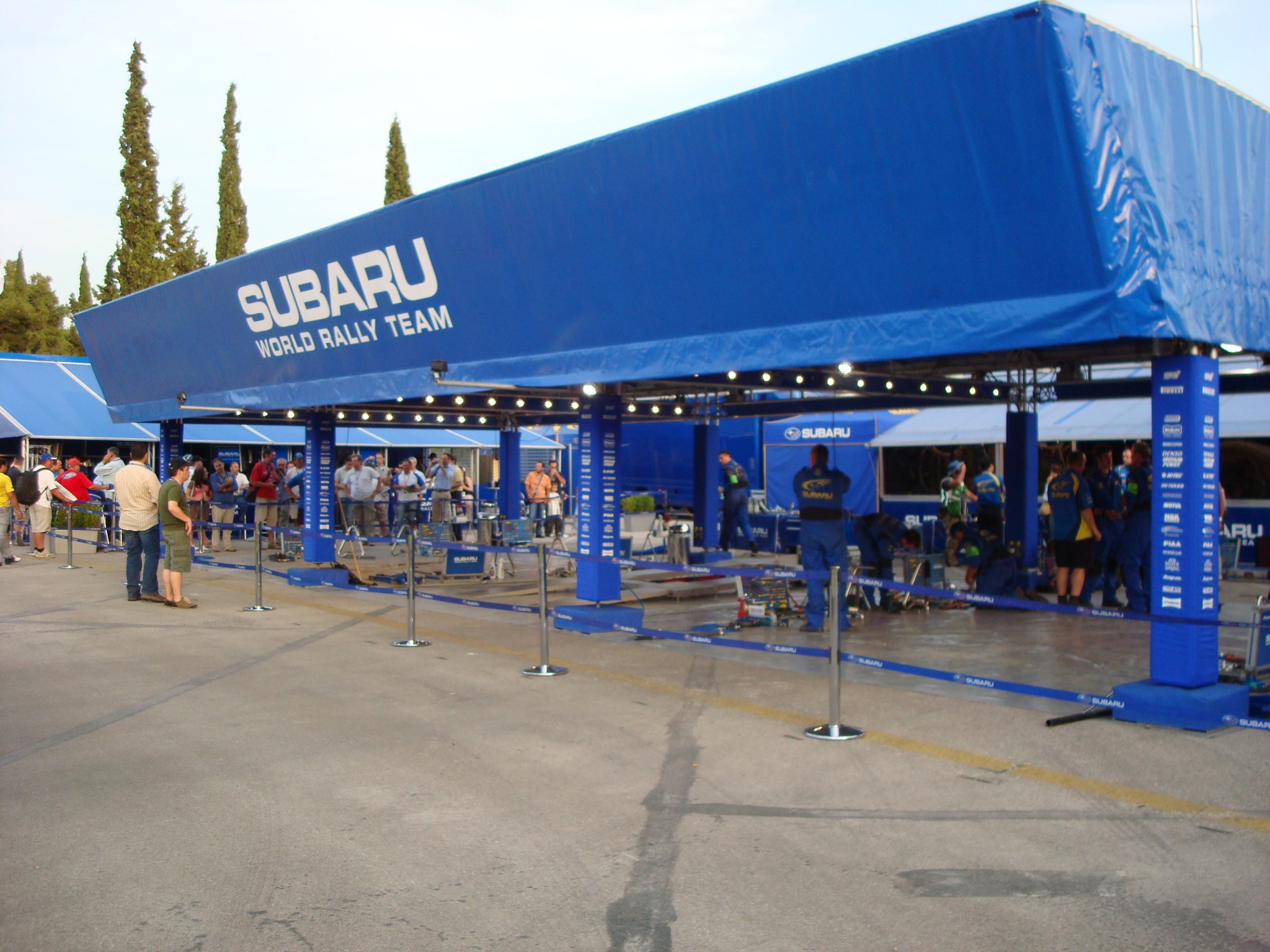
Zázemí týmu Subaru

Subaru World Rally Team je tovární tým japonské automobilky Subaru. Tento tým se již od 80. let účastní závodů v rallye. Tým zvítězil v letech 1995, 1996 a 1997. Jezdci týmu získali titul Mistra světa v letech 1995, 2001 a 2003.

## Historie

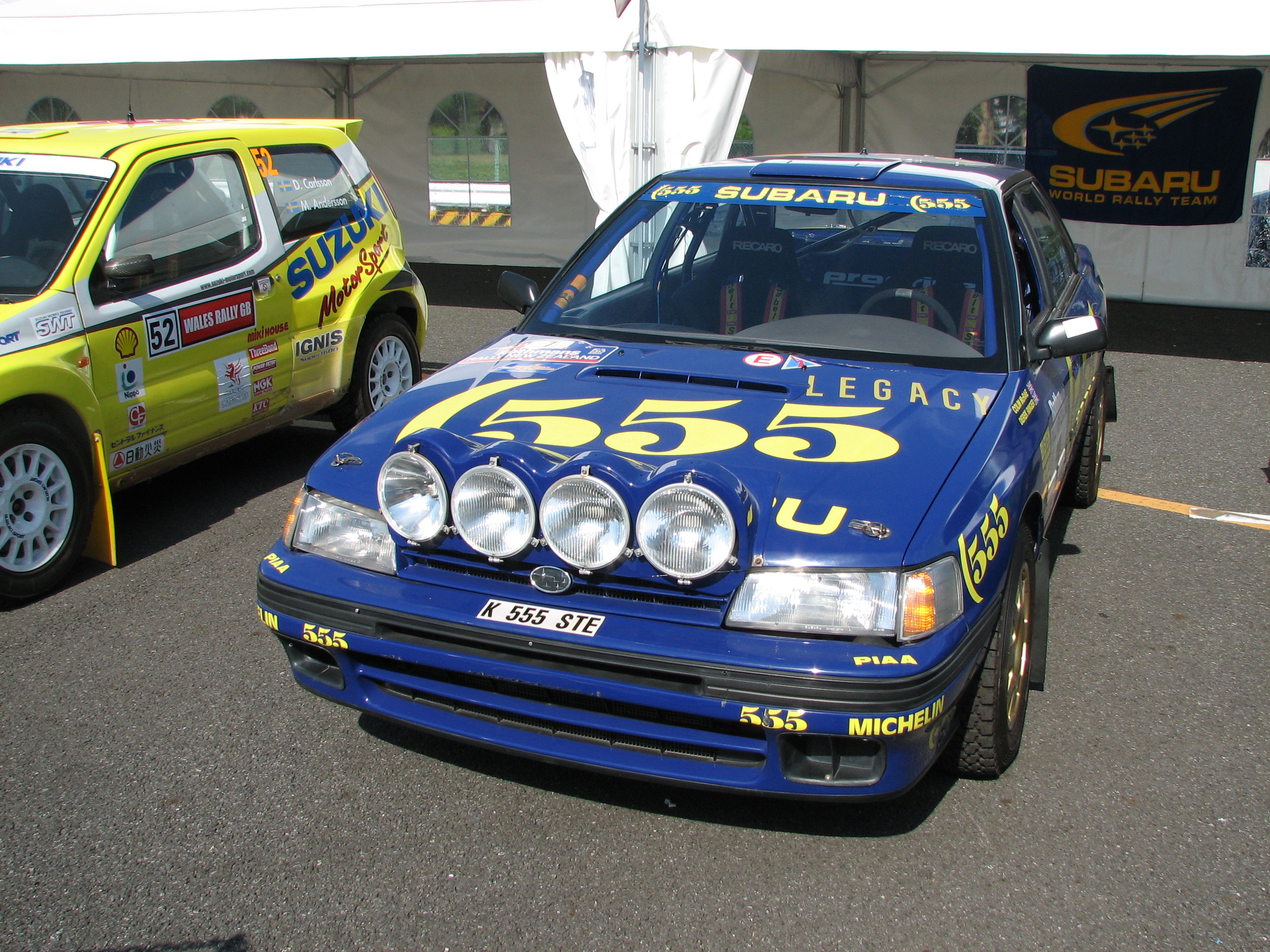
Subaru Legacy RS

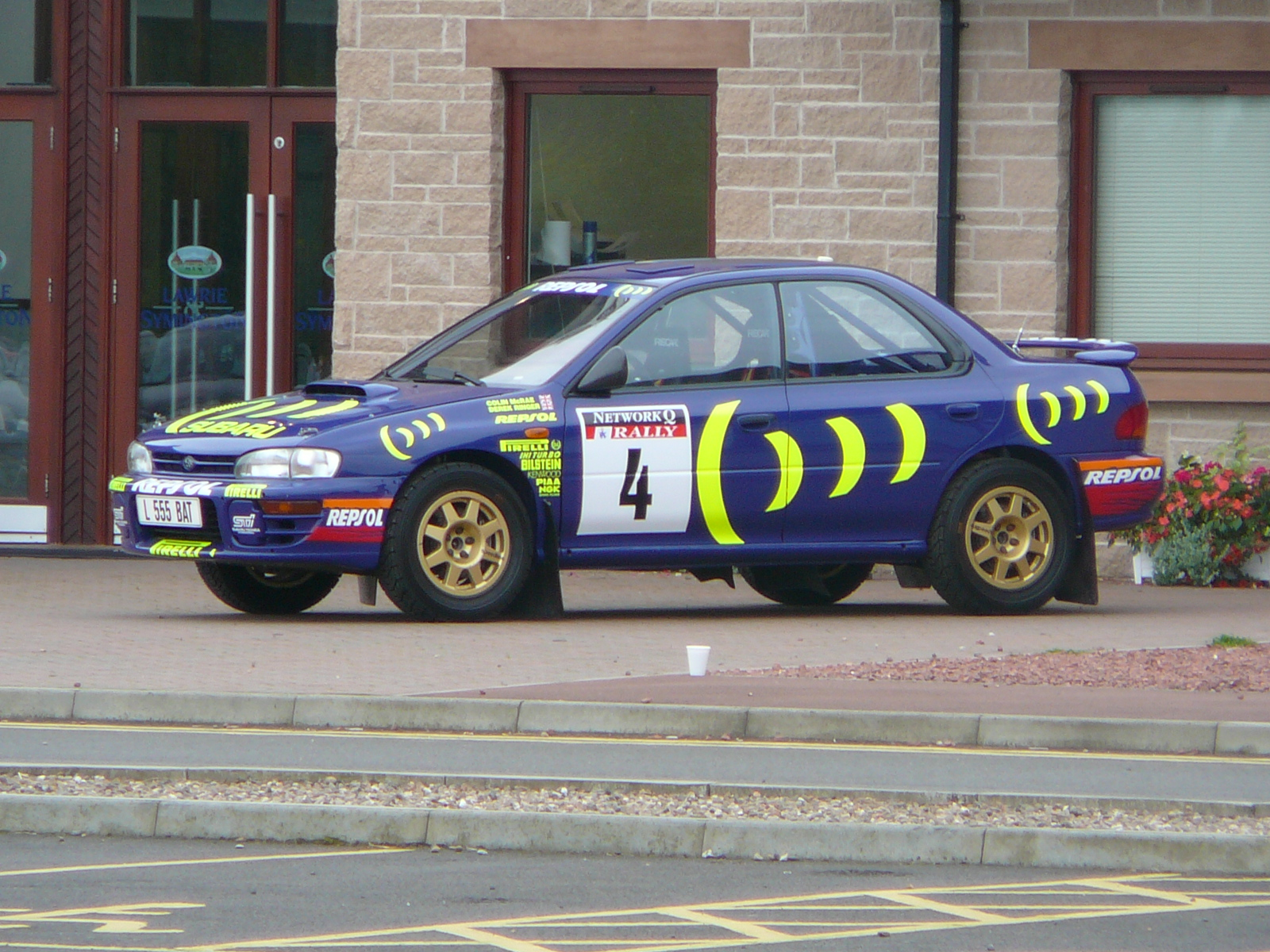
Mistrovský vůz Colina Mcrae

Původně se automobilka účastnila závodů s vozem Subaru RX Turbo. Tento typ však nebyl příliš úspěšný a nedosahoval požadovaných výsledků. Od sezony mistrovství světa v rallye 1990 zahájil tým spolupráci s firmou Prodrive. Prvním výsledkem spolupráce byl vůz Subaru Legacy RS. Tento typ byl těžký a jezdci s ním spíše získávali zkušenosti. Od sezony mistrovství světa v rallye 1993 začal tým nasazovat zcela nový sedan střední třídy - Subaru Impreza 555. Tým tvořila jezdecká dvojice Colin McRae a Carlos Sainz. mezi oběma panovala velká rivalita. Sainze od roku 1995 nahradil Kenneth Eriksson. McRae se v této sezoně stal mistrem světa a tým vyhrál i pohár konstruktérů. Ten tým obhájil i v následující sezoně, kdy sestavu posílil Pier Liatti.
Od sezony mistrovství světa v rallye 1997 vstoupily v platnost nové předpisy pro kategorii WRC a Subaru bylo s týmem Ford M-Sport první, kdo tyto vozy nasadil. Na rozdíl od Fordu ale u Subaru postavili zcela nový vůz s karoserií kupé. Trio jezdců získalo celkem 8 vítězství a tým opět vybojoval pohár konstruktérů. V následující sezoně byl členem týmu naposledy McRae, který posléze odešel k Fordu. Novými jezdci pro mistrovství světa v rallye 1999 byli Richard Burns a Juha Kankkunen. Burns vybojoval titul vicemistra. Toto umístění zopakoval i v roce 2000. Tento rok byl i poslední sezonou u Subaru pro Kankkunena. Mistrem světa se Burns stal až v roce 2001, kdy jej v týmu doplnili Petter Solberg a Markko Märtin. Burns poté přestoupil k týmu Peugeot Sport a v týmu jej vystřídal Tommi Mäkinen. Märtin odešel do týmu Ford.

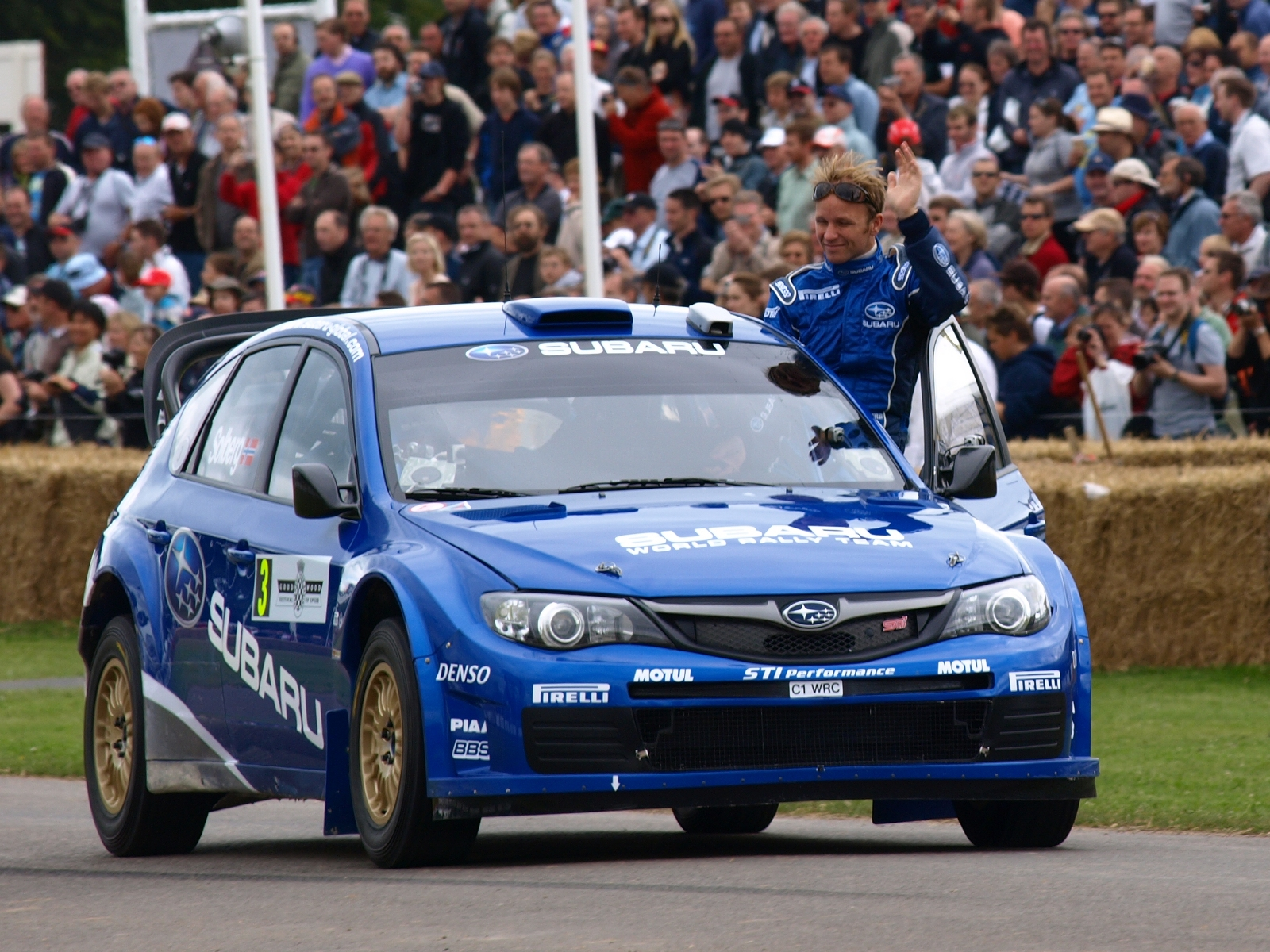
Poslední sezona týmu Subaru v Mistrovství světa

Mäkinenovy výsledky nebyly nijak zářivé a po sezoně mistrovství světa v rallye 2003 oznámil konec kariéry. Naopak Solberg získal titul Mistra světa. Do týmu se po odchodu Mäkinena měl vrátit Burns, ale kvůli zdravotním problémům musel přerušit svou kariéru. Druhým jezdcem se tak stal Mikko Hirvonen. Tým se v šampionátu držel do sezony mistrovství světa v rallye 2008, kdy oznámil kvůli finančním problémům konec působení. Od roku 2010 se tým prostřednictvím soukromých jezdců angažuje v šampionátu Intercontinental Rally Challenge s vozem Subaru Impreza WRX.